# Germasino
Germasino (Germasen in dialetto comasco, pronuncia fonetica IPA: /ʒɛrˈmaːziŋ/) è un municipio facente parte del comune di Gravedona ed Uniti in provincia di Como in Lombardia. La popolazione di Germasino consta all'incirca 240 abitanti. Il municipio è sito nella Valle Albano e all'interno del suo territorio ricade parte del Parco della Valle Albano che è un parco locale di interesse sovracomunale.

## Storia
Nel 1335 il comune di Germasino risulta far parte della Pieve di Dongo, e ne segue le sorti fino alla fine del XVIII secolo, quando un decreto di Napoleone Bonaparte datato 1807 ne sancisce l'aggregazione a Garzeno. La decisione fu tuttavia abrogata con la Restaurazione. 
Nel 1928 Germasino fu accorpato a Stazzona, andando così a formare un nuovo comune chiamato "Stazzona Germasino". 

Nella serata del 27 aprile 1945, il Duce, Benito Mussolini, catturato dai partigiani a Dongo fu trasferito nella caserma della Guardia di Finanza di Germasino, dove cenò e riposò fino alle prime ore del giorno successivo, e dove scrisse la sua ultima lettera.

Stemma comunale di Germasino

Il 1954 sancì la fine dell'unione comunale tra Germasino e Stazzona, che vennero ricostituiti come entità tra loro autonome.
Nel febbraio 2011, dopo il referendum consultivo del 14 novembre 2010, viene approvata in via legislativa, per effetto della Legge Regionale 10 febbraio 2011 n.1, l'aggregazione di Germasino a Gravedona e Consiglio di Rumo costituendo il nuovo comune di Gravedona ed Uniti.

## Monumenti e luoghi d'interesse

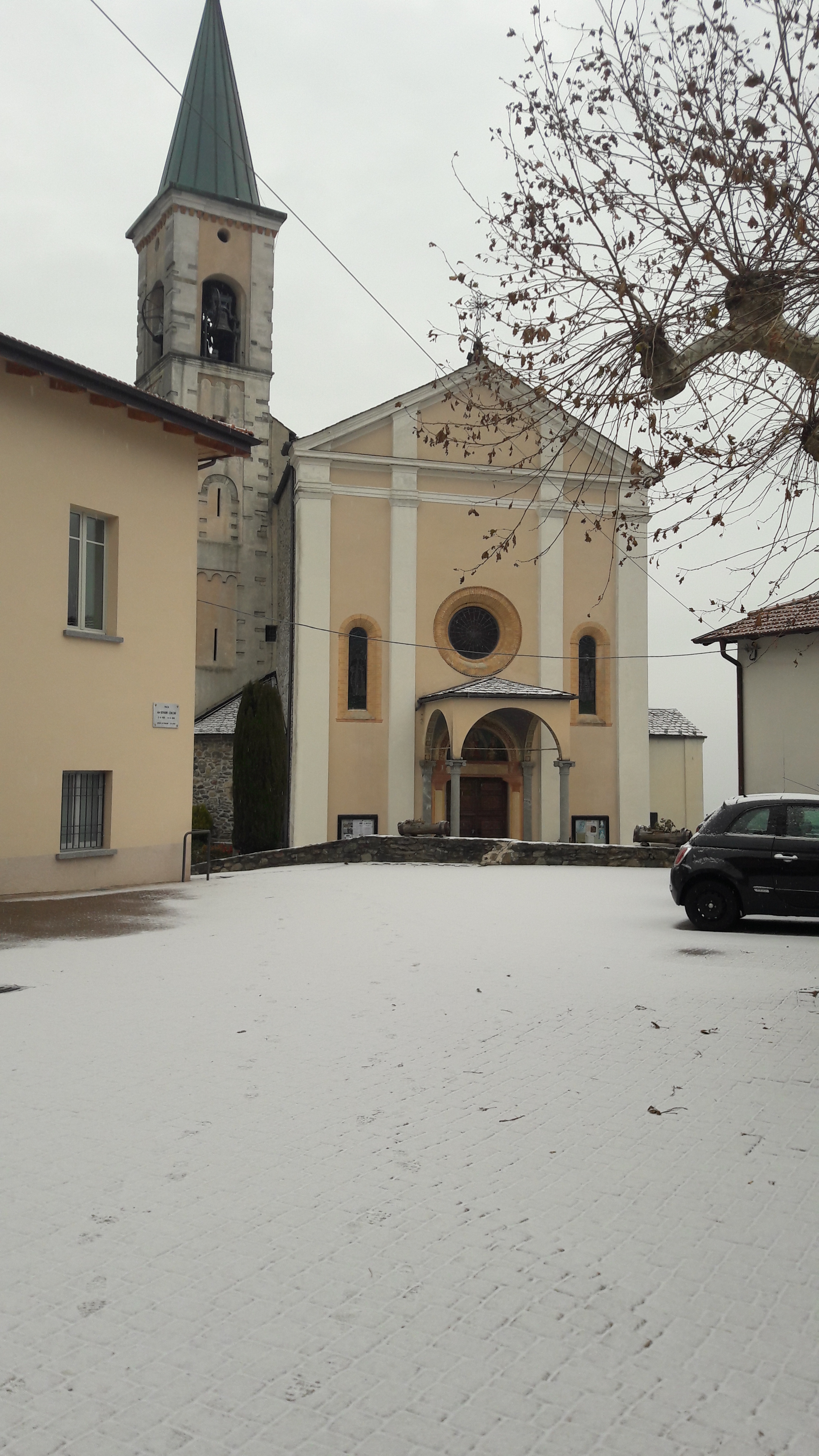
Municipio, chiesa e circolo

### Architetture religiose

#### Chiesa dei Santi Donato e Clemente
Parrocchiale dal 1886, la chiesa dei Santi Donato e Clemente fu costruita nel XVI secolo laddove in precedenza si trovava un castello.
Esternamente, la chiesa si presenta con una facciata sormontata da un timpano, preceduta da un pronao la cui volta ospita una serie di affreschi raffiguranti alcuni dottori della Chiesa. Sopra il portale, una lunetta affrescata da una Madonna col Bambino e i santi Donati e Clemente, opera di Sigismondo De Magistris. Il pronao, la cui volta era originariamente affrescata da un altro affresco del De Magistris, andò distrutto durante un incidente avvenuto nel 1971.
Internamente, la chiesa ospita un altare marmoreo del XVIII secolo e alcuni affreschi databili all'epoca di costruzione dell'edificio, oltre a una serie di oggetti frutto delle donazioni da parte dei numerosi germasinesi emigrati a Palermo. 

#### Altro
- Chiesa di Sant'Anna[16]
- Oratorio dei Santi Rocco e Sebastiano (XVI secolo)[17]

## Società

### Evoluzione demografica
La frazione ha una popolazione di età media piuttosto elevata, centri della vita sociale sono la piazza, ritrovo abituale della popolazione nonché luogo di confronto su tematiche di attualità, la chiesa parrocchiale dei Santi Donato e Clemente, e il Circolo di Germasino, centro sociale gestito dalla Pro Loco.
Abitanti censiti

### Tradizioni e folclore

#### Piatti tipici
I Rustii sono il piatto tipico di Germasino a base di patate, pane, formaggio e burro. Piatto di tradizione povera che viene riproposto annualmente dai maestri rosticcieri durante l'omonima "Sagra dei Rustii" organizzata dalla Pro Loco di Germasino. Questo piatto è un vero simbolo del paese e spesso viene erroneamente confuso il Rösti o con la meno celebre variante del paese confinante.
Tipici della zona sono anche il machet, pietanza di origine povera simile a una zuppa a base di latte e castagne, ed i guazzec, una minestra a base di verza e verdure di stagione.
Come per tutta la zona alto-lariana e lombarda, anche sulle tavole dei germasinesi non possono mancare specialità gastronomiche come la polenta, il risotto, il pesce di lago e di fiume oltre ai pizzocheri e agli sciatt, di origine valtellinese.

#### Feste e tradizioni
Germasino ha una ricca e radicata tradizione culturale e religiosa, diverse le feste che ricorrono ogni anno con grande partecipazione da parte sia dalla comunità locale che da diversi affezionati, provenienti non solo dai paesi limitrofi sia ma anche da più lontano, che giungono nel paese per onorare la tradizione, per trasmetterla a figli e nipoti e per cogliere un'opportunità di vita comunitaria.
Le principali ricorrenze sono:
- Il 20 gennaio si onora S. Sebastiano ("Bastian" in dialetto) con il rosario recitato partendo dal Pasque, una cappella all'estremità più alta del centro abitato, proseguendo fino alla chiesetta di S. Rocco e S. Sebastiano.
- 11 febbraio: N.S. di Lourdes, ricorrenza che celebra la fusione di Germasino, Gravedona e Consiglio di Rumo nel nuovo comune di Gravedona ed Uniti.
- Carnevale: con sfilata delle maschere per le vie del paese.
- Il Venerdì Santo processione con "l'intiero" (forse dall'usanza spagnola del entierro) statua lignea raffigurante il Cristo Morto.
- Ricorre in una domenica estiva la "Festa degli Alpini" nella località montana della Bocchetta (o Brugo) dove viene celebrata la Messa seguita dal rancio a base di risotto, polenta con salsiccia e costine.
- In un sabato estivo è organizzata la "Sagra dei Rustii" (vedi Piatti Tipici).
- La terza domenica di luglio ricorre la Festa della Beata Vergine Maria del Monte Carmelo (16 Luglio) con celebrazione del triduo e della Messa seguita dai Vespri e processione con la statua della Madonna portata per le vie del paese sulle spalle dei confratelli.
- Si celebra nella Domenica successiva al 26 luglio (SS. Gioacchino e Anna), la festa di Sant'Anna nella chiesa dell'omonima località montana, ove è celebrata la Messa seguita da Vespri e processione.

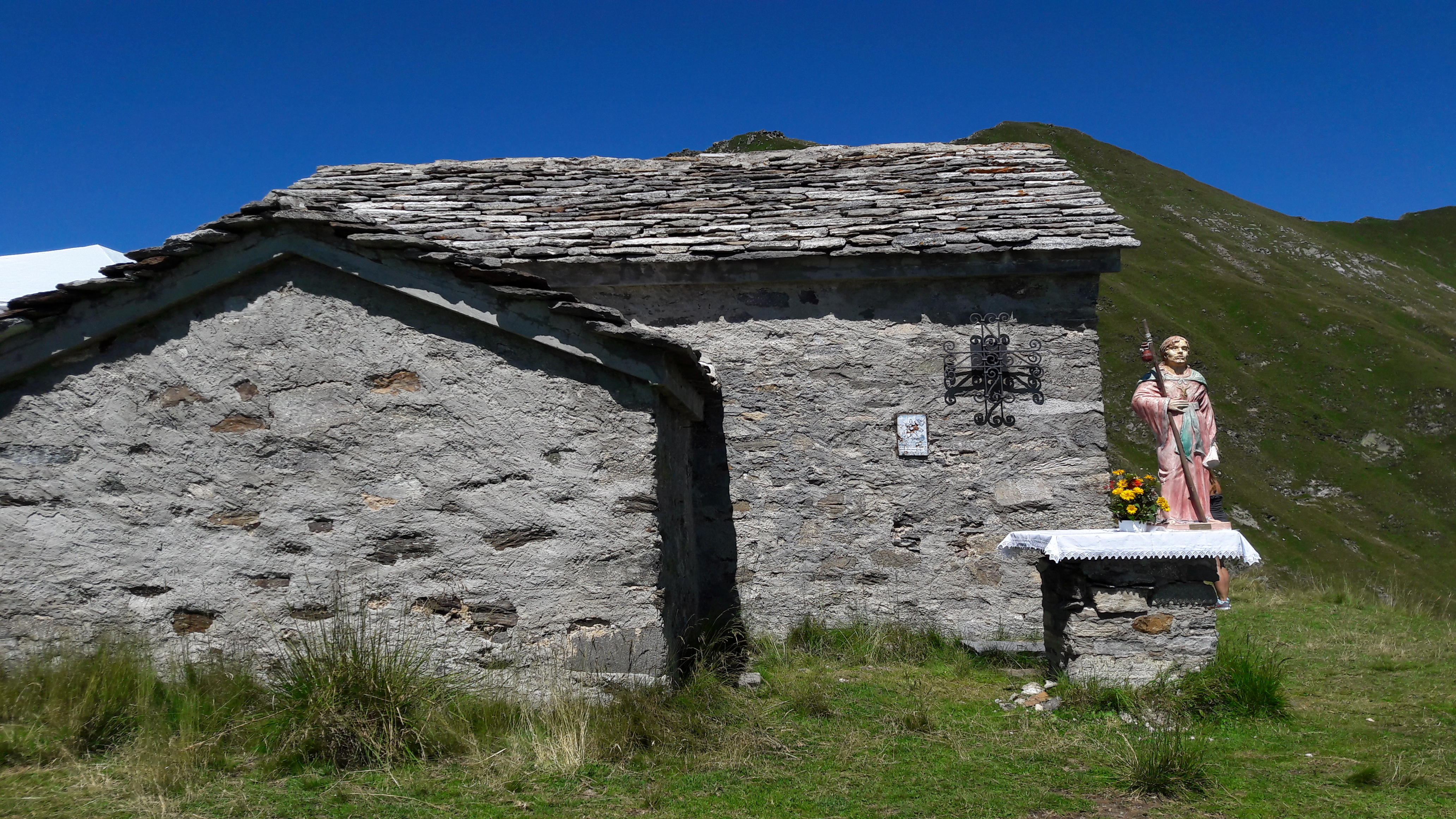
Chiesetta di S. Jorio e statua del santo.

- La prima Domenica di Agosto si tiene "l'Incontro Italo-Svizzero" presso il rifugio San Jorio ex-caserma della Guardia di Finanza in gestione all'Operazione Mato Grosso, a 2014 metri ca. al confine con la Svizzera. Una festa organizzata dalla Pro Loco di Germasino che, mentre i partecipanti seguono la Messa nella chiesetta dedicata a S. Jorio, prepara un pasto con piatti della tradizione: polenta, risotto, brasato, etc.. Ottima occasione per trascorrere una calda giornata estiva ad alta quota e per incontrare gli amici elvetici che non mancano mai di dare la loro partecipazione.

- Il 7 Agosto si ricorda S. Donato compatrono del paese.
- Il 16 Agosto c'è la festa di S. Rocco presso la chiesetta nell'omonima località ove sorgeva anticamente il paese di Germasino successivamente sceso più a valle per sfuggire all'epidemia della peste.
- Il 23 Novembre ricorre S. Clemente e la Domenica successiva si tiene la Festa Patronale con la Messa Solenne seguita dal pranzo comunitario che vede partecipare gran parte della comunità parrocchiale.

Altre testimonianze del retaggio culturale di Germasino sono ad esempio alcune leggende tramandate di generazione in generazione. 
La più significativa è quella del "Sas du boia" ovvero il Sasso del Diavolo che fa riferimento ad un macigno situato poco distante dalla Croce di Germasino. Secondo la tradizione questo sasso si sarebbe originariamente trovato più a valle in località "Bocchetta" dove la popolazione di Germasino e Stazzona coltivava i campi ed allevava il bestiame. Su questo sasso era solito accomodarsi il Diavolo mentre si divertiva a mettere zizzania fra le due popolazioni, finché un giorno stufo dei continui dissapori fra i contadini il parroco si recò sul posto per benedirlo ponendo fine ai litigi. Infastidito dalla benedizione il Diavolo avrebbe così tirato un pugno al sasso spostandolo nel luogo ove oggi si trova, e lasciando su di esso l'impronta del suo pugno, tuttora visibile, dalla quale avvicinando l'orecchio si può sentire il rumore dell'Inferno.
Altre leggende riguardano figure leggendarie volte ad intimorire i più giovani, spesso soli in paese mentre genitori e nonni che lavoravano nei campi e dunque non potevano essere sorvegliati. Queste figure dalla finalità educativa sono la Pensavegia, la Svanina e il Tetabarin. La Pensavegia era tradizionalmente una vecchia perfida e di brutto aspetto che stava sul fondo del pozzo pronta a ghermire i bambini che avessero osato affacciarvisi. La Svanina era invece una vecchia, che viveva in una cavità naturale esistente vicino al monte della Croce di Germasino (Bocc dra Svanina, in dialetto "Sasso della Svanina"), ella era solita dare delle mentine alle nonne dei bambini che si fossero comportati bene affinché esse potessero darle ai nipoti, mentre a coloro che non avessero avuto un buon comportamento spettava una severa punizione. Il Tetabarin, infine, secondo i racconti degli anziani era una figura non ben definita che scendeva attraverso il camino per rapire coloro che si fossero comportati male.